# Minderung
Die Minderung (von „mindern“ im Sinne von vermindern, verringern usw.) ist ein Institut der Gewährleistung im deutschen Zivilrecht. Sie wahrt bei bestimmten gegenseitigen Verträgen im Falle einer mangelhaften Leistung das Verhältnis zur vereinbarten Gegenleistung. Das geschieht dadurch, dass wegen einer solchen Leistungsstörung der Anspruch auf die Gegenleistung teilweise erlischt: Wer eine schlechtere Leistung erhält, soll auch weniger dafür zahlen müssen.
Diese Wirkung tritt im Mietrecht kraft Gesetzes ein, beim Kauf- und Werkvertrag hängt sie dagegen von der Ausübung eines entsprechenden Gestaltungsrechts ab. Deshalb ist die Minderung nicht im allgemeinen Schuldrecht, sondern bei den jeweiligen Vertragstypen geregelt.
Dienst- und der Arbeitsvertrag kennen die Minderung nicht.

## Minderung kraft Gesetzes
Im Mietrecht führt ein Sach- oder Rechtsmangel der Mietsache dazu, dass der Mieter für die Zeit, in der die Tauglichkeit gemindert ist, nur eine angemessen herabgesetzte Miete zu entrichten hat (§ 536 BGB). Der Anspruch auf Zahlung des Mietzinses erlischt also automatisch in bestimmter Höhe oder sogar vollständig. Hat der Mieter im Voraus oder in Unkenntnis des Mangels bereits gezahlt, so ist der Rechtsgrund entfallen und der Mieter kann das Geld nach Bereicherungsrecht zurückverlangen.
Bei einem Mietverhältnis über Wohnraum ist eine zum Nachteil des Mieters abweichende Vereinbarung unwirksam. Unter bestimmten Umständen tritt die Minderung nicht ein, beispielsweise wenn der Mieter den Mangel kannte (§ 536b ff. BGB).
Auch beim Reisevertrag tritt die Minderung kraft Gesetzes ein (§ 651m BGB).

## Minderung als Gestaltungsgeschäft
Im Kauf- und Werkvertragsrecht tritt die Minderung nicht kraft Gesetzes ein, sondern kann vom Käufer bzw. Besteller rechtsgeschäftlich herbeigeführt werden (Gestaltungsgeschäft). Voraussetzung ist, dass ihm ein Minderungsrecht (Gestaltungsrecht) zusteht und er die Minderung gegenüber dem Vertragspartner erklärt (Gestaltungserklärung).

### Mangelhafte Leistung
Der Kunde kann vom Handwerker die ordnungsgemäße und mängelfreie Erfüllung der Verpflichtungen aus dem (hier beispielhaften) Werkvertrag verlangen. Nach § 633 BGB hat der Handwerker die vereinbarte Leistung incl. aller zugesicherten Eigenschaften zu erbringen. Ferner hat das Werk frei von Sach- und Rechtsmängeln zu sein, um so den vorgesehenen Gebrauch nicht zu mindern.

### Rechte des Kunden bei mangelhafter Werkleistung
Mit Wirkung zum 1. Januar 2002 trat das Gesetz zur Modernisierung des Schuldrechts in Kraft. Die Mängelhaftung beim Werkvertrag wurde hierdurch maßgeblich geändert. Es ist nunmehr in das allgemeine Leistungsstörungsrecht eingebettet. Mängel eines Unternehmers werden als Nichterfüllung seiner Pflichten angesehen. Aus einem mangelhaften Werk ergeben sich Rechte des Bestellers. Diese unterscheiden sich davon, ob er das Werk abgenommen hat oder nicht. Weiterhin ist es erheblich, ob der Besteller, wenn er das Werk abgenommen hat von den Mängeln Kenntnis hatte.
Sofern der Kunde das Werk gemäß § 640 BGB noch nicht abgenommen hat, kann er allerdings nur wegen nicht unerheblicher Mängel folgende Rechte geltend machen.
- Nachbesserung durch den Handwerker (§ 635 BGB Nacherfüllung)
- Selbstvornahme (§ 637 BGB). Er kann den Mangel selbst beseitigen und hierfür erforderliche Kosten geltend machen. Er kann auch einen Kostenvorschuss geltend machen.
- Rücktritt (früher Wandlung) (§ 636 BGB)
- Minderung des Werklohnes (§ 638 BGB) das heißt die Vergütung um den verminderten Wert reduzieren.
- Geltendmachen von weitergehenden Schadenersatzansprüchen (§ 636 BGB)

Seine Rechte kann der Besteller nur in Stufen geltend machen. Bei der ersten Stufe hat der Besteller lediglich das Recht der Nacherfüllung. Hierzu hat er dem Unternehmer eine zweite Erfüllungschance zu gewähren und ihm hierzu eine angemessene Frist einzuräumen. Das Nacherfüllungsbegehren hat konkret zu erfolgen, das heißt, er hat die Mängel genau zu benennen.
Erst nach erfolgloser oder nicht angenommener Nacherfüllung stehen dem Besteller weitere Rechte zu.
Ist das Werk bereits abgenommen, sind die Rechte des Bestellers eingeschränkt. Die Abnahme kann auch mündlich oder wortlos (konkludent) erfolgen.
Mit der Abnahme endet das Erfüllungsstadium durch den Unternehmer. Die Rechtsfolgen sind:
- Der Vergütungsanspruch des Handwerkers wird fällig.
- Der Gefahr geht auf den Besteller über.
- Die Verjährung des Erfüllungsanspruchs beginnt.

### Rechtsfolge
Die Minderung ist im § 638 BGB und § 441 BGB des Bürgerlichen Gesetzbuches geregelt. Bei der Minderung ist die Vergütung in dem Verhältnis herabzusetzen, in welchem zur Zeit des Vertragsschlusses der Wert des Werkes in mangelfreiem Zustand zu dem wirklichen Wert gestanden haben würde.
Aus § 441 BGB ergibt sich folgende Rechnung:
{\displaystyle {\text{Geminderter Kaufpreis}}={\text{Ursprünglicher Kaufpreis}}/{\frac {\text{Wert in mangelfreiem Zustand}}{\text{Wirklicher Wert}}},}
oder umgewandelt in einen Dreisatz:
{\displaystyle {\frac {\text{Geminderter Kaufpreis}}{\text{Ursprünglicher Kaufpreis}}}={\frac {\text{Wirklicher Wert}}{\text{Wert in mangelfreiem Zustand}}}.}
Den Betrag der Minderung erhält man mittels folgender Formel:
{\displaystyle {\text{Minderungsbetrag}}={\text{Ursprünglicher Kaufpreis }}\cdot \left(1-{\frac {\text{Wirklicher Wert}}{\text{Wert in mangelfreiem Zustand}}}\right).}
Die Ausübung des Minderungsrechtes wandelt das Schuldverhältnis um. Die Erfüllungsansprüche, das Selbstvornahmerecht und das Rücktrittsrecht erlöschen. Eventuell bestehende Schadenersatzansprüche bleiben weiter bestehen, soweit sie sich nicht auf den Ausgleich desjenigen Mangels beziehen, der bereits durch die Minderung abgegolten wurde.
Voraussetzung der Minderung ist, dass
- bei Gefahrübergang ein Mangel vorlag
- eine angemessene Frist zur Beseitigung gesetzt wurde oder diese ausnahmsweise entbehrlich ist
- die Frist erfolglos verstrichen ist oder der Mangel nicht beseitigt wurde
- das Minderungsrecht nicht erloschen ist.

Eine Ablehnungsandrohung, mit der man die Gegenseite vor einer Verwirkung ihres Anspruches warnen müsste, ist seit der Modernisierung des Schuldrechtes nicht mehr erforderlich.